# Топалов, Костадин
Костадин Топалов (род. 5 июля 1986, Быта, Пазарджикская область) — болгарский самбист и дзюдоист, чемпион Болгарии по дзюдо среди кадетов и юниоров, бронзовый призёр первенства Европы по самбо среди юниоров 2006 года, бронзовый призёр первенства мира по самбо среди юниоров 2005 года, чемпион (2004, 2013), серебряный (2010) и бронзовый (2012) призёр чемпионатов Болгарии по дзюдо, бронзовый призёр чемпионата Европы по самбо 2006 года, серебряный призёр домашнего чемпионата мира по самбо 2006 года в Софии. По самбо выступал в лёгкой весовой категории (до 62 кг). Работает старшим тренером спортивного клуба «Топалов» (София).

## Чемпионаты Болгарии
- Чемпионат Болгарии по дзюдо 2004 года — ;
- Чемпионат Болгарии по дзюдо 2010 года — ;
- Чемпионат Болгарии по дзюдо 2012 года — ;
- Чемпионат Болгарии по дзюдо 2013 года — ;